# Radiomania
La radiomania ((IT) lett. "mania delle radio", "bolla delle radio" o "febbre delle radio") fu un periodo di iniziale sperimentazione e commercializzazione di sistemi di radiodiffusione del suono, soprattutto negli anni venti del Novecento, che arrivò a generare una vera e propria bolla speculativa, al pari di come la railway mania aveva fatto all'incirca a metà Ottocento.

## Storia
Il fenomeno cominciò orientativamente nel 1918, quando la Telefunken creò la filiale Transradio (introducendo la trasmissione duplex) e nel 1919 costruì nella Batavia olandese una imponente stazione radio funzionante a potenza ridotta.
La tecnologia si diffuse rapidamente in altre nazioni: l'agenzia di stampa tedesca Transocean userà apparecchi della Transradio nella Germania di Weimar, così come lo farà Europa-Radio, un'altra azienda tedesca delle radiocomunicazioni. Negli Stati Uniti Herbert Moore lanciò la Transradio Press Service nel 1934.
Già nel 1920 cominciarono i primi programmi di radiodiffusione nel Regno Unito, grazie alla Marconi Company, negli Stati Uniti, con la KDKA, e in Unione Sovietica. Il Detroit News della E. W. Scripps Company inaugurò la WWJ nell'agosto 1920, la prima stazione radio a effettuare un servizio di radiodiffusione continuo e regolare. Nel 1925 la radio viene utilizzata per la prima volta in una campagna elettorale da Herbert Hoover (che nel 1929 sarebbe diventato Presidente degli Stati Uniti) e rapidamente si stabilirono dei grandi colossi per la radiodiffusione, come la RCA (creata nel 1919 dalla General Electric) e la NBC (fondata nel 1926).
La storia della radio in Italia inizia quando il 6 ottobre 1924 furono inaugurate le trasmissioni regolari dell'URI (dopo un iniziale periodo di sperimentazioni durato un anno circa), che sarebbe poi diventata l'EIAR nel 1928.
Il fenomeno divenne ben presto di tipo speculativo e si sviluppò una vera e propria mania per la radio: gli apparecchi della Westinghouse venduti furono 100.000 nel 1922, 250.000 nel 1923, un milione e mezzo nel 1924 e due milioni nel 1925, passando da un giro d'affari di 60 milioni di dollari a 430 milioni. Un'azione della RCA passò dal valere 11 dollari (nel 1925) a valerne 114 nel 1929, rappresentando 73 volte i dividendi distribuiti. Nel 1929, anche dopo il crash di Wall Street, sarebbe stata l'azione più scambiata sul mercato.

### Film correlati
- Radio-Mania
- Futurismo